# راشد شامی سوید
راشد شامی سوید (انگلیسی: Rashid Shami Suwaid؛ زادهٔ ۵ سپتامبر ۱۹۷۳) بازیکن فوتبال اهل قطر بود.
وی همچنین در تیم ملی فوتبال قطر بازی کرده‌است.